# Sovjetunionen i olympiska vinterspelen 1956
Sovjetunionen deltog i olympiska vinterspelen 1956 i Cortina d'Ampezzo. Totalt vann de sju guldmedaljer, tre silvermedaljer och sex bronsmedaljer.

## Medaljer

### Guld
- Hastighetsåkning på skridskor
  - Herrarnas 500 m: Jevgenij Grisjin
  - Herrarnas 1 500 m: Jurij Michajlov
  - Herrarnas 1 500 m: Jevgenij Grisjin
  - Herrarnas 5 000 m: Boris Sjilkov
- Ishockey
  - Herrar: Sovjetunionens herrlandslag i ishockey
- Längdskidåkning
  - 10 km damer: Ljubov Kozyreva
  - 4x10 km stafett herrar: Nikolaj Anikin, Pavel Koltjin, Vladimir Kuzin, Fedor Terentjev

### Silver
- Hastighetsåkning på skridskor
  - 500 m herrar: Rafael Gratj
- Längdskidåkning
  - 10 km damer: Radja Jerosjina
  - 3x5 km stafett damer: Alevtina Koltjina, Ljubov Kozyreva, Radja Jerosjina

### Brons
- Alpin skidåkning
  - Slalom damer: Jevgenija Sidorova
- Hastighetsåkning på skridskor
  - 5 000 m herrar: Oleg Gontjarenko
  - 10 000 m herrar: Oleg Gontjarenko
- Längdskidåkning
  - 15 km herrar: Pavel Koltjin
  - 30 km herrar: Pavel Koltjin
  - 50 km herrar: Fedor Terentjev